# مايك تاكر
مايك تاكر (بالإنجليزية: Mike Tucker)‏ هو معلق رياضي وفلاح بريطاني، ولد في 30 نوفمبر 1944 في Chipping Sodbury ‏ في المملكة المتحدة، وتوفي في 28 مارس 2018.